# Piroelectricitate

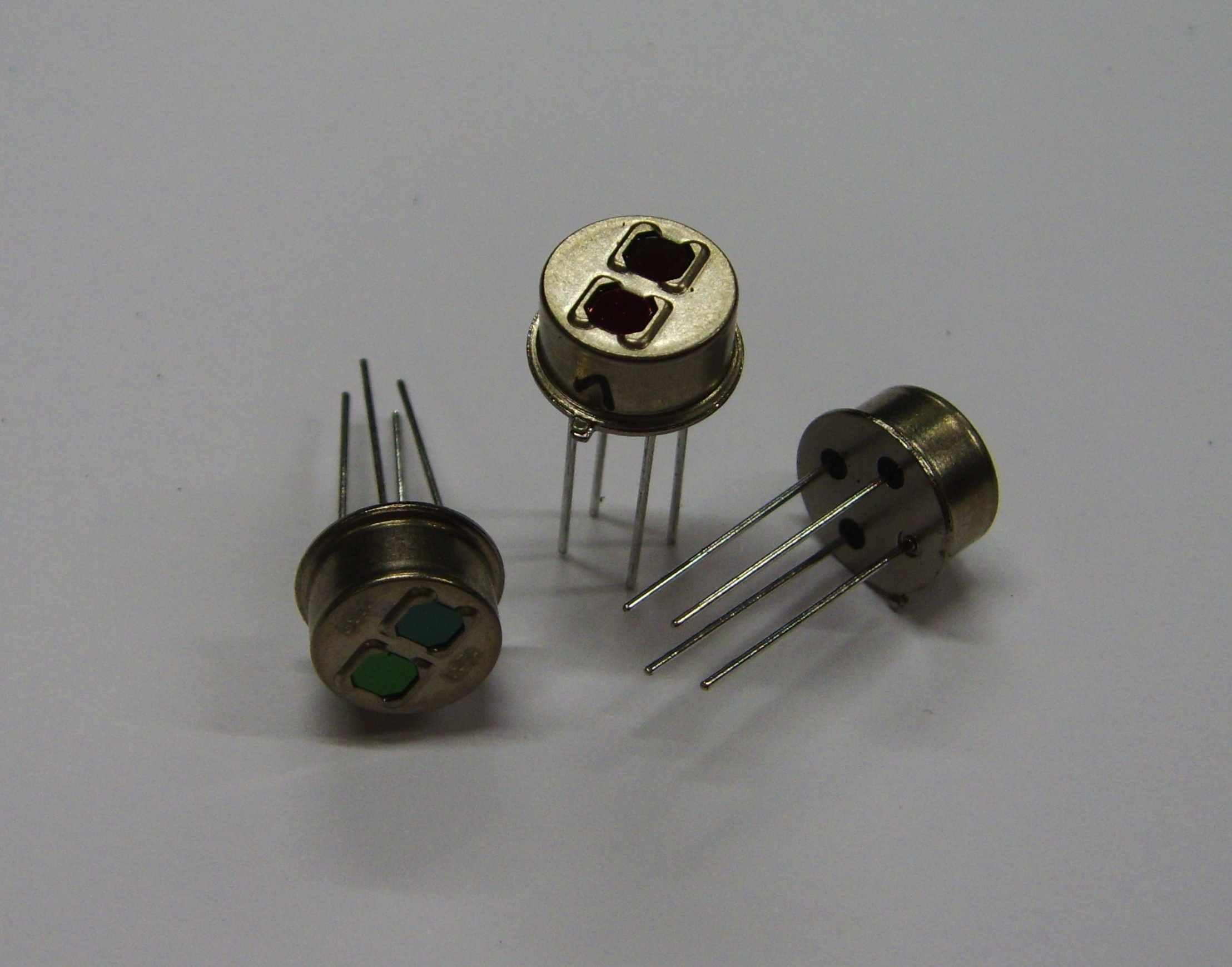
Senzori piroelectrici dubli in pachet TO-5 cu filtre infraroșii în față.

Piroelectricitatea este proprietatea unor anumite cristale anizotrope prin care polarizarea electrică spontană depinde de temperatură. Substanțele care prezintă această proprietate se numesc piroelectrice, iar apariția sarcinilor electrice la suprafața unui astfel de material în urma încălzii sau răcirii lui se numește efectul piroelectric. Una dintre aplicațiile piroelectricității este în dispozitivele de detecție a radiațiilor infraroșii și milimetrice, folosite de exemplu în detecția de la distanță a mișcării oamenilor și animalelor.
Printre materialele piroelectrice cele mai comune se numără cuarțul, turmalina, unele substanțe monocristaline (tantalat de litiu etc.), materiale ceramice și unii polimeri, precum și o serie de substanțe organice ca țesuturile de os și de tendon și colagenul.
Efectul opus, constînd în creșterea sau scăderea temperaturii în urma aplicării unui cîmp electric, se numește efectul electrocaloric.
Cuvîntul piroelectric a fost creat de fizicianul scoțian David Brewster în 1824 din grecescul πυρ pyr (foc) și electric.

## Explicație
Efectul piroelectric constă în apariția de sarcini electrice de semne contrare la suprafețele opuse ale materialului atunci cînd acesta este încălzit sau răcit. Sarcinile electrice apar ca urmare a creșterii sau scăderii polarizării electrice din volumul materialului.
Există o legătură strînsă între piroelectricitate și piezoelectricitate (apariția polarizării electrice în urma deformării mecanice), una din consecințele acestei legături fiind faptul că toate materialele piroelectrice sînt în același timp și piezoelectrice. Mai exact, dintre toate cele 32 de clase de structură cristalină, 20 de clase prezintă proprietatea de piezoelectricitate, iar dintre acestea 10 clase (cele polare, care se polarizează spontan) sînt și piroelectrice.
Coeficientul piroelectric arată ce polarizare electrică se obține la variația cu o unitate a temperaturii:
{\displaystyle d\mathbf {D} =\mathbf {p} \,d\theta \ },
unde D este polarizarea electrică măsurată în C/m², p este coeficientul piroelectric în unități de C/m²K, iar θ este temperatura în K sau °C.
Efectul piroelectric are la nivel molecular două componente:
- Efectul piroelectric direct constă în apariția polarizării electrice strict sub influența temperaturii, fără intervenția deformărilor mecanice.
- Efectul piroelectric indirect se produce în două etape: modificarea temperaturii produce deformări și tensiuni mecanice care la rîndul lor determină polarizarea electrică prin piezoelectricitate.

Pentru a măsura separat cele două componente materialul este montat în așa fel încît să nu se poată deforma și deci componenta indirectă (piezoelectrică) să nu fie activată. Cele două efecte pot acționa în același sens sau în sensuri contrare, determinînd astfel coeficientul piroelectric total. În general efectul primar este mai puternic, dar există și excepții, printre care chiar turmalina. Există și un efect terțiar, care apare atunci cînd materialul este supus unei încălziri sau răciri neuniforme, ceea ce produce o tensiune mecanică neuniformă și o polarizare electrică printr-un efect piezoelectric.
În producția de detectori de infraroșu și unde milimetrice este importantă alegerea unui material cu un coeficient piroelectric cît mai mare, de exemplu C6H17N3O10S (triglycine sulfate) cu un coeficient piroelectric total de −270 μC/m²K. Pentru comparație turmalina are un coeficient cu aproape două ordine de mărime mai mic, −4 μC/m²K.

## Istoric

### Antichitate
Piroelectricitatea este cunoscută încă din antichitate, cînd hindușii și grecii au constatat că de exemplu cristalele de turmalină capătă prin încălzire proprietatea de a atrage obiectele ușoare (cenușa etc.). În secolul al IV-lea î.Hr. (aproximativ anul 315 î.Hr.) învățatul grec Teofrast a descris o piatră pe care el o numea lyngourion (în latină lyncurium) și care atrage paiele și așchiile de lemn. Această piatră este cel mai probabil ceea ce azi numim turmalină. Teofrast credea că acest material se formase din urina unui animal sălbatic, pe care mai tîrziu Plinius l-a identificat cu rîsul eurasiatic (Lynx lynx).

### Secolul al XVII-lea
Timp de peste două milenii cunoștințele noastre despre piroelectricitate nu au evoluat aproape deloc, pînă cînd în secolul al XIII-lea aceasta a intrat în atenția cîtorva învățați. În 1717 medicul și chimistul Louis Lemery a realizat prima descriere științifică a fenomenului. Primul care a înțeles că proprietățile turmalinei au de a face cu electricitatea a fost însă naturalistul Carl von Linné, care pe baza acestei observații a numit turmalina lapis electricus (piatra electrică). O serie de alți cercetători ai secolului al XVIII-lea au continuat să studieze fenomenul, dar înțelegerea cantitativă a acestuia avea să se producă abia în secolul următor, în urma dezvoltării unor aparate suficient de precise.

### Secolul al XIX-lea
La începutul secolului al XIX-lea David Brewster, fizician cu importante contribuții în optică, a studiat și proprietățile piroelectrice ale sării Rochelle (tartrat de sodiu și potasiu). După inventarea electrometrului de către Antoine Becquerel au devenit posibile determinări cantitative ale piroelectricității; primul care a efectuat astfel de măsurători a fost John Mothée Gaugain. El a descoperit cîteva din caracteristicile importante ale piroelectricității:
- Sarcina electrică produsă de un cristal de turmalină depinde numai de limitele între care variază temperatura sa.
- Între două limite de temperatură date, creșterea temperaturii produce aceeași electricitate ca scăderea acesteia, dar sarcina electrică are semnul opus.
- Cantitatea de sarcină electrică este direct proporțională cu aria secțiunii transversale a cristalului, dar nu depinde de lungimea acestuia.

În 1878 William Thomson a elaborat o teorie despre piroelectricitate și a prezis cu această ocazie existența fenomenului invers, electrocaloric.
Frații Pierre și Jacques Curie au descoperit o parte din mecanismele responsabile pentru efectul piroelectric, ceea ce i-a condus în cele din urmă la descoperirea piezoelectricității în 1880.

### Secolul al XX-lea
În deceniile ce au urmat piroelectricitatea a fost studiată de numeroși oameni de știință printre care și cîțiva laureați ai Premiului Nobel, cunoscuți în general pentru realizări în alte domenii, precum Wilhelm Röntgen, Pierre Curie, Gabriel Lippman, Heike Kammerlingh Onnes, Erwin Schrödinger, Archer Martin și Max Born.
Studiile lui Joseph Valasek asupra piroelectricității aveau să ducă în 1920 la descoperirea unui alt fenomen înrudit, feroelectricitatea.

## Detectori piroelectrici
În 1938 chimistul Yeou Ta de la Sorbona a propus ca aplicație a piroelectricității turmalinei utilizarea acesteia la detecția radiațiilor infraroșii. În timpul și după terminarea celui de-al doilea război mondial cercetările au continuat în SUA, Regatul Unit și Germania, dar rezultatele au fost ținute secrete. Abia începînd din anii 1960 au început să fie publicate descrieri ale unor detectori piroelectrici.
În prezent, structura unui asemenea detector cuprinde materialul piroelectric și electronica necesară pentru amplificarea semnalului. Cele mai utilizate materiale piroelectrice sînt TGS (triglycine sulfate), tantalatul de litiu, unele ceramici pe bază de zirconat și titanat de plumb, unii polimeri fluorurați etc.

### Principiul de funcționare
Principiul de funcționare constă în absorbția radiației incidente în materialul piroelectric, ceea ce conduce la o mică variație a temperaturii. Ca urmare a efectului piroelectric, pe suprafețele materialului sensibil se acumulează sarcini electrice, colectate de electrozii depuși pe aceste suprafețe și transportate la amplificatorul de înaltă impedanță de intrare. De obicei acesta este un tranzistor cu efect de cîmp (FET) sau conține la intrare un asemenea tranzistor.
Detectorii piroelectrici sînt sensibili numai la variația fluxului de radiație incident. De aceea în fața detectorului se plasează adesea un chopper optic, un dispozitiv care întrerupe periodic fluxul de radiație. În lipsa acestuia detectorul poate surprinde numai mișcarea țintei sau variația temperaturii sale.
În aplicații se folosește fie un singur detector, fie un șir liniar sau chiar o matrice bidimensională de asemenea sensori. Varianta din urmă, împreună cu optica adecvată, se folosește pentru a genera imagini termice în care obiectele mai calde se văd mai strălucitoare, cu diverse aplicații posibile.

### Avantaje
În comparație cu detectorii care se bazează pe efectul fotoelectric, detectorii piroelectrici au o serie de avantaje importante:
- sensibilitate într-un interval spectral foarte larg, teoretic întregul spectru electromagnetic, depinzînd numai de absorbția radiațiilor în cristal și în electrozi;
- posibilitatea de a utiliza detectorul într-o gamă largă de temperaturi, de la cîteva grade kelvin pînă la cîteva sute de grade, deci inclusiv la temperatura camerei;
- consum foarte redus de putere electrică;
- timp de răspuns foarte redus, în unele cazuri de numai cîteva picosecunde;
- cost de producție foarte redus.

Dezavantajul esențial al detectorilor piroelectrici este sensibilitatea redusă.